# Sveriges Natur
Sveriges Natur är en svensk tidskrift, miljö- och naturtidning, som utges av Naturskyddsföreningen  sedan 1910.
Sveriges Natur är naturskyddsföreningens medlemstidning sedan 1910, Erik Halkjær är tidningens chefredaktör och ansvarige utgivare. Sveriges Natur är mångfaldigt prisbelönad, och har tilldelats Guldspaden från Föreningen Grävande Journalister 2017 och 2018.  Thor Högdahl var 1910–1931 redaktör och ansvarig utgivare för Sveriges Natur.